# Niszczyciele typu Impetuoso
Niszczyciele typu Impetuoso – włoskie niszczyciele z okresu zimnej wojny. Były to pierwsze niszczyciele zbudowane we Włoszech po II wojnie światowej. Dla Włoskiej Marynarki Wojennej (Marina Militare) zbudowano dwa okręty tego typu. Okręty weszły do służby w 1958 roku. Ostatni został wycofany ze służby w 1983 roku.

## Historia
Bazując na konstrukcji planowanych niszczycieli z okresu II wojny światowej typu Comandanti, na początku lat 50. opracowano projekt nowych niszczycieli. Budowę pierwszej jednostki nowego typu rozpoczęto 24 kwietnia 1952 roku. Przy okazji modernizacji planowano przerobić okręty na niszczyciele rakietowe, jednak ostatecznie zrezygnowano z tych planów.

## Okręty
| Okręt            | Stocznia     | Rozpoczęcie budowy | Zwodowanie       | Wejście do służby | Los okrętu              |
| ---------------- | ------------ | ------------------ | ---------------- | ----------------- | ----------------------- |
| Impetuoso (D558) | Riva Trigoso | 7 maja 1952        | 16 września 1956 | 25 stycznia 1958  | wycofany ze służby 1983 |
| Indomito (D559)  | Ansaldo      | 24 kwietnia 1952   | 9 sierpnia 1955  | 23 lutego 1958    | wycofany ze służby 1980 |